# Wereldkampioenschap voetbal 2006 (achtste finale) Duitsland - Zweden

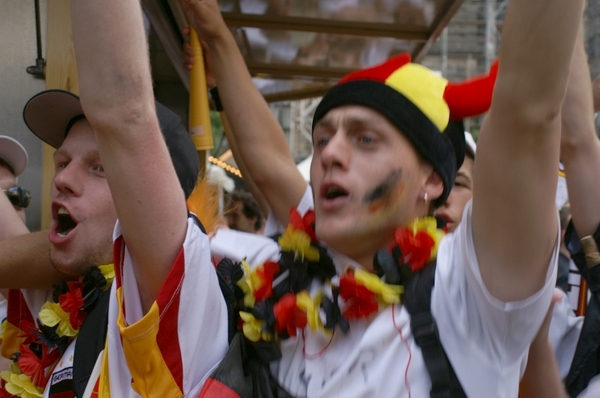
Duitse supporters juichen na de zege op Zweden.

Deze pagina is een subpagina van het artikel Wereldkampioenschap voetbal 2006. Hierin wordt de wedstrijd in de 1/8e finale tussen Duitsland en Zweden gespeeld op 24 juni nader uitgelicht.

## Nieuws voorafgaand aan de wedstrijd
- Zlatan Ibrahimović is hersteld van zijn liesblessure waardoor hij kan spelen tegen Duitsland. In het duel tegen Paraguay raakte de Zweedse aanvaller geblesseerd.

## Wedstrijdgegevens
| Datum                | 24 juni 2006                    | 24 juni 2006                    |
| Stadion              | Allianz Arena, München          | Allianz Arena, München          |
| Toeschouwers         | 66.000                          | 66.000                          |
| Scheidsrechter       | Carlos Simon                    | Carlos Simon                    |
| Assistenten          | Aristeu Tavares Ednilson Corona | Aristeu Tavares Ednilson Corona |
| Vierde man           | Shamsul Maidin                  | Shamsul Maidin                  |
| Man van de wedstrijd | Miroslav Klose                  | Miroslav Klose                  |
|                      | Duitsland                       | Zweden                          |
| Doelpunten           | 2                               | 0                               |
| Gele kaarten         | 1                               | 4                               |
| Rode kaarten         | 0                               | 0                               |
| Wissels              | 3                               | 3                               |
| Schoten op doel      | 11                              | 2                               |
| Schoten naast doel   | 15                              | 3                               |
| Overtredingen        | 16                              | 20                              |
| Hoekschoppen         | 4                               | 4                               |
| Buitenspel           | 3                               | 2                               |
| Strafschoppen        | 0                               | 1                               |
| Balbezit (tijd)      | 35                              | 21                              |
| Balbezit (%)         | 63                              | 37                              |

| Duitsland | 2 – 0          | Zweden |
| Lukas Podolski 4', 12' | goals (assist) | |
| Jürgen Klinsmann | bondscoach     | Lars Lagerbäck |
| Jens Lehmann Arne Friedrich Bastian Schweinsteiger 72' Torsten Frings 85' Miroslav Klose Michael Ballack Philipp Lahm Per Mertesacker Bernd Schneider Lukas Podolski 74' Christoph Metzelder | opstellingen   | Andreas Isaksson Olof Mellberg Teddy Lucic Erik Edman Tobias Linderoth Niclas Alexandersson Fredrik Ljungberg 72' Zlatan Ibrahimović Henrik Larsson 39' Kim Kallstrom 52' Mattias Jonson |
| Tim Borowski 72' Oliver Neuville 74' Sebastian Kehl 85' | wissels        | 39' Petter Hansson 52' Christian Wilhelmsson 72' Marcus Allbäck |
| Torsten Frings 27' | gele kaarten   | 48' Mattias Jonson 78' Marcus Allbäck |
| | rode kaarten   | 28+35' Teddy Lucic |

## Overzicht van wedstrijden
| Groepswedstrijden | | | |
| Groep A | Groep B | Groep C | Groep D |
| Duitsland - Costa Rica Polen - Ecuador Duitsland - Polen Ecuador - Costa Rica Ecuador - Duitsland Costa Rica - Polen             | Engeland - Paraguay Trinidad en Tobago - Zweden Engeland - Trinidad en Tobago Zweden - Paraguay Zweden - Engeland Paraguay - Trinidad en Tobago | Argentinië - Ivoorkust Servië en Montenegro - Nederland Argentinië - Servië en Montenegro Nederland - Ivoorkust Nederland - Argentinië Ivoorkust - Servië en Montenegro | Mexico - Iran Angola - Portugal Mexico - Angola Portugal - Iran Portugal - Mexico Iran - Angola                               |
| Groep E | Groep F | Groep G | Groep H |
| Italië - Ghana Verenigde Staten - Tsjechië Italië - Verenigde Staten Tsjechië - Ghana Tsjechië - Italië Ghana - Verenigde Staten | Australië - Japan Brazilië - Kroatië Brazilië - Australië Japan - Kroatië Japan - Brazilië Kroatië - Australië                                  | Frankrijk - Zwitserland Zuid-Korea - Togo Frankrijk - Zuid-Korea Togo - Zwitserland Togo - Frankrijk Zwitserland - Zuid-Korea                                           | Spanje - Oekraïne Tunesië - Saoedi-Arabië Spanje - Tunesië Saoedi-Arabië - Oekraïne Saoedi-Arabië - Spanje Oekraïne - Tunesië |
| Achtste finales | | | |
| Duitsland - Zweden Argentinië - Mexico                                                                                           | Italië - Australië Zwitserland - Oekraïne | Engeland - Ecuador Portugal - Nederland | Brazilië - Ghana Spanje - Frankrijk                                                                                           |
| Kwartfinales | | | |
| Duitsland - Argentinië | Italië - Oekraïne | Engeland - Portugal | Brazilië - Frankrijk |
| Halve finales | | | |
| Duitsland - Italië | Duitsland - Italië | Portugal - Frankrijk | Portugal - Frankrijk |
| Troostfinale | | | |
| Duitsland - Portugal | | | |
| Finale | | | |
| Italië - Frankrijk | | | |